# 苻洛
苻洛（？—385年），十六国前秦将领，略阳临渭（今甘肃省秦安东南）氐族，苻坚堂兄，以雄勇著称。
苻洛被苻坚猜忌，常常让他做边州州牧。初封征北将军、幽州刺史、行唐公、镇守和龙（今辽宁省朝阳）。自以为灭代国之功，求为开府仪同三司，没有得到，苻洛怨愤。380年，他担任都督益州宁州西南夷诸军事、征南大将军、益州牧、领护西夷校尉，镇守成都，受命从伊阙至襄阳溯汉水而上。苻洛举兵反秦，自称大将军、大都督、秦王，命治中平颜为辅国将军、幽州刺史，为谋主。想派使者到鲜卑、乌桓、高句丽、百济、新罗、休忍，没有成功。平颜劝他西进，于是率军七万兵发和龙，直指长安。他和哥哥北海公苻重相会，屯守中山（今河北省定州），有属下十万。被苻坚军队在中山击败，被俘送长安，流放到凉州西海郡。385年，涼州刺史梁熙手下美水令张统建议他推举苻洛为盟主勤王，梁熙没有听从，反而在西海郡殺害苻洛。